# Simuliíneos
Simuliíneos (Simuliinae) é uma sub-família de moscas-negras que inclui um elevado número de espécies, a maioria das quais integrada no género Simulium. Em geral a subfamília é subdividida em 2 tribos e 25 géneros extantes. Conhecem-se ainda outros 5 géneros a partir de fósseis do Cretáceo.